# Magyarország a siketlimpiai játékokon
A később Siketlimpiának nevezett Siket Világjátékok 1924-ben alakult. Angolul deaf world game-nek nevezték.
A játékok elnevezését a NOB elnöke, J. A. Samaranch változtatta meg, ekkortól nevezik Siketlimpiának (Deaflimpics).
A magyarok 1928-ban Amszterdamban szerepeltek először, és már ebben az évben aranyérmet értek el úszásban. Ebben a sportágban a nők 1928-tol 1997-ig szereztek érmeket. A férfiak 1957-től 1985-ig szereztek érmeket.
Az asztalitenisz 1957-ben szerepelt először a Siketlimpia műsorában. Ezt Galambos Ernő Siketek Sport Clubja szervezőtitkárnak köszönhettük. Az Ausztriában rendezett téli Siketlimpián bemutatót tartottak a magyar asztaliteniszezők a CISS vezetőség előtt
1949-ben. A CISS kongresszusán magyar javaslatara felvették a műsorba 1957-től kezdődően. Akkor meg öt versenyszáma volt, mégpedig
női egyéni, férfi egyéni, női páros, férfi páros, vegyes páros. Ezen kívül még 1961-ben Weltner György, a CISS asztalitenisz Technikai Delegátusa, az ifjúsági szakosztály vezetője javasolta a női és a férfi csapatversenyszámát a Helsinki Siketlimpia CISS kongresszusán, amit 1965-ben elfogadtak. 1977-ben azonban a németek nyomására levették a csapatszámokat. Weltner György aláírásokat gyűjtött világszerte, és 1981-ben újra megindulhatott a csapatok küzdelme. Weltner Györgyöt munkásságát az 1985-ös Los Angeles-i CISS kongresszuson kitüntetéssel ismerték el.
A magyarok siketlimpiai szereplését több alkalommal is megtiltották vagy korlátozták.
1949-ben és 1953-ban Hegyi Gyula, az OTSH elnöke az összes magyar sportolót eltiltotta a játékoktól.
1989-ben Új-Zélandra nem engedték ki a női magyar asztaliteniszezőket, pedig esélyesek voltak. Sőt, 1985-ben a SINOSZ korábbi főtitkára miatt a Los Angeles-i Siketlimpiára nem mehettek ki a labdarúgók, csak a vízilabdázók és az asztaliteniszezők, pedig Ivánkay Mária többszörös siketlimpiai bajnok
közreműködésével San Diego püspökével már megegyeztek arról, hogy a sportolóknak a labdarúgók kivételével ingyenes szállást és étkezést biztosítanak.
A magyarok Siketlimpián való részvételének legfőbb magyar támogatói:
- Dr. Mező Ferenc, a MOB és a NOB vezetőségének tagja
- Dr. Csanádi Árpád, az OTSH elnöke
- Marozsán parlamenti államtitkár
- Kapcsosné, az OTSH elnöke, aki megbecsülte a siket eredményes edzőket a SINOSZ főtitkárával szemben
- Gallov Rezső, az OTSH parlamenti államtitkára
- Gronai és Soós M. Sporthivatali vezetője is megbecsülték a siket eredményeket.

A siketek világjátékát diszkriminációk is érték az azt nem, vagy alig ismerő többségi társadalom részéről. A később indult paralimpiai játékok válogatóversenyeit támogatják, pedig nagyon sok pénzbe kerülnek. Korábban a siketlimpikonok életjáradékot is kaptak; az újabb versenyek győzteseit azonban nem ismerik el megfelelően. Pedig a paralimpiai sportolók nem tudnak versenyezni az ép sportolókkal, ezért külföldre kell utazniuk a selejtezőkhöz; a siket labdarúgók ellenben akár külön csapatban, akár halló csapatokban a hazai bajnokságban is megállják a helyüket. A Siketlimpiát érő diszkrimináció az alkotmánynak is ellentmond. A 2009-es és a 2013-as Siketlimpiát a magyar állam nem támogatta.

## Taivan, Kína, 2009
- Biatovszki Míra sportlövő a 10m-es légpuska versenyszámban szerzett aranyérmet.
- A férfi vízilabda válogatott aranyérmet szerzett.
- Godo Kitti 57-63 kg-os súlycsoportban bronzérmet szerzett.
- Mihályi Ferenc középtávú tájfutásban nyert bronzérmet
- Máthé Gábor tenisz egyesben szerzett bronzérmet.

## Szófia, 2013
- Biatovszki Míra sportlövő fantasztikus versenyzéssel utasította maga mögé a mezőnyt a 3 testhelyzetes összetett 50m-es puska versenyszámban.
- Biatovszki Míra a lövészet 10m-es versenyszámában is megszerezte az aranyérmet.
- Máthé Gábor tenisz egyéniben játszmaveszteség nélkül lett olimpiai bajnok. A döntőben a nagy rivális francia Mickaël Laurent-t utasította maga mögé (7:6, 6:2, 7:6).[1]

## Eddigi eredmények, szerzett érmek (1924-2017)
A magyar siketlimpiai csapatok mindig minden tagja SSC (Siketek Sportklubja) tag volt, akik az 1957-es, 1961-es, 1965-ös, 1969-es, 1973-as, 1977-es, 1981-es, 1997-es, 2001-es és 2005-ös siketlimpiákon sok érmet szereztek. 2009-ben a tajvani, majd 2013-ban a szófiai siketlimpián újra érmeket szereztek.
| Siketlimpián szerzett érmek (1924–2013) |       |       |       |
| Sportág                                 | Arany | Ezüst | Bronz |
| Asztalitenisz                           | 18    | 19    | 17    |
| Atlétika                                | 4     | 0     | 1     |
| Dzsudo                                  | 0     | 0     | 2     |
| Labdarúgás                              | 0     | 2     | 0     |
| Lövészet                                | 3     | 0     | 2     |
| Tájfutás                                | 0     | 0     | 1     |
| Tenisz                                  | 1     | 0     | 1     |
| Úszás                                   | 16    | 22    | 13    |
| Vízilabda                               | 5     | 3     | 0     |
| Összesen                                | 47    | 46    | 37    |

## Legendák és halhatatlanok
- Kollár L: 12 arany, úszás, vízilabda,
- Weltnerné: 8 arany, hétszer vett részt Siketlimpián, a Nemzet Sportolója, asztalitenisz
- Implon A: 7 arany, asztalitenisz
- Aubel G: 6 arany, úszás, vízilabda,
- Ivánkay T: 6 arany, asztalitenisz,
- Nagy E: 6 arany, úszás, vízilabda,
- Lövenstein P: 5 arany, nyolcszor vettek részt Siketlimpián, asztalitenisz
- Biatovszki M: 3 arany, 2 bronz lövészet
- Fekete T: 3 arany, vízilabda
- Széll G: 2 arany, asztalitenisz
- Máthé G:[4] 1 arany, 1 bronz, tenisz.